# Zelkova sicula
Zelkova sicula är en almväxtart som beskrevs av G. Di Pasquale, G. Garfi och P. Quezel. Zelkova sicula ingår i släktet Zelkova och familjen almväxter. Inga underarter finns listade i Catalogue of Life.

## Bildgalleri

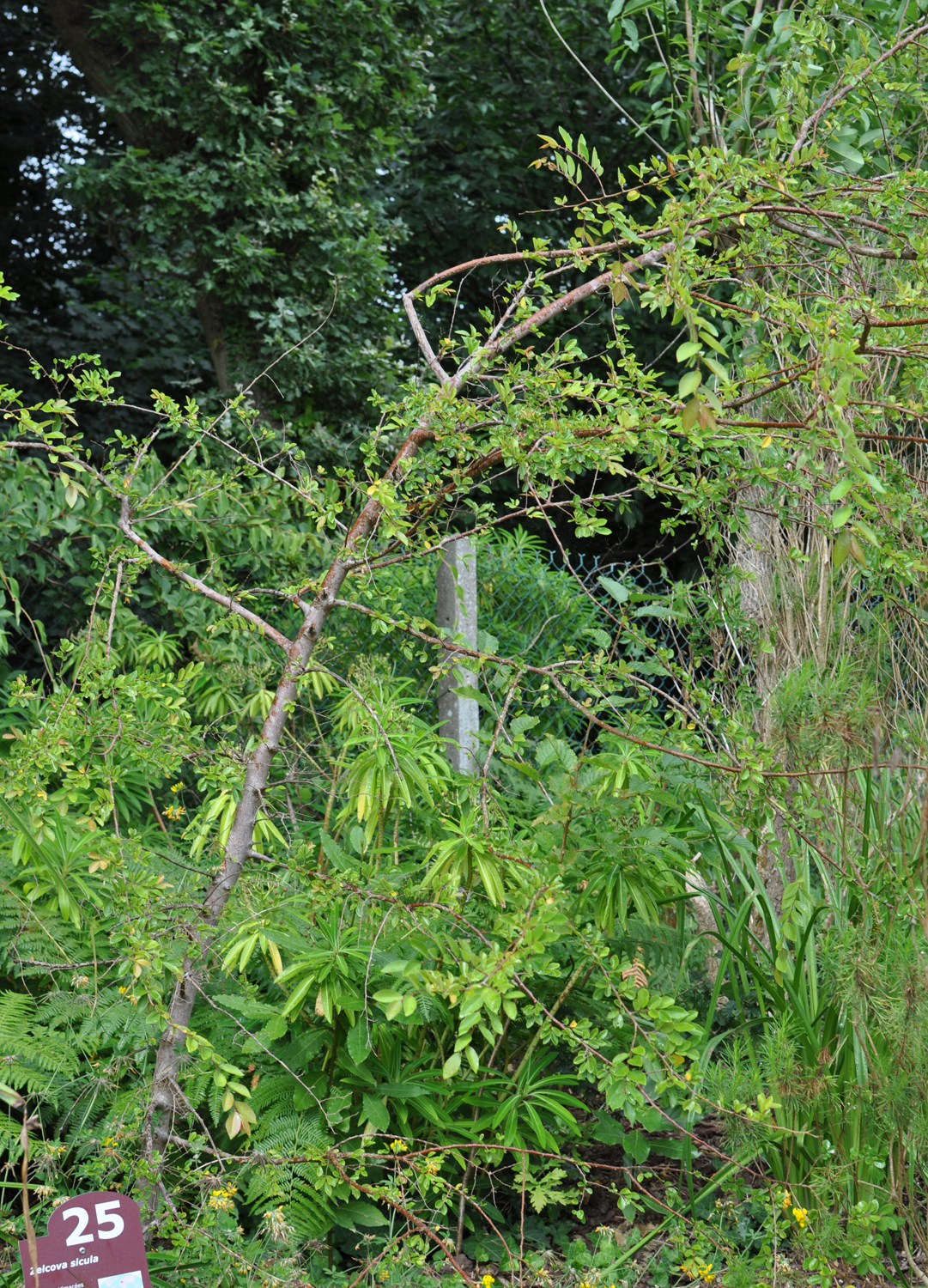
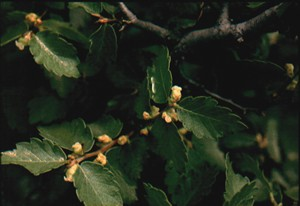
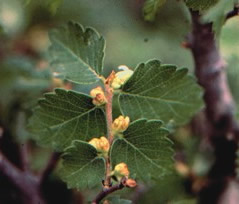
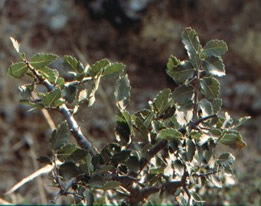